# Will Success Spoil Rock Hunter?
Will Success Spoil Rock Hunter? is een Amerikaanse filmkomedie uit 1957 onder regie van Frank Tashlin. Destijds werd de film in Nederland uitgebracht onder de titel Ooooooh! Kus me zó.

## Verhaal
De reclameman Rock Hunter wil de filmster Rita Marlowe strikken om een nieuwe lippenstift te ondersteunen. Door een misverstand houdt de pers hem voor haar nieuwe vriendje. Zijn chef wil vervolgens dat hij Rita op televisie ten huwelijk vraagt. Rock voelt daar weinig voor en zijn verloofde al helemaal niets.

## Rolverdeling
| Acteur            | Personage           |
| ----------------- | ------------------- |
| Tony Randall      | Rockwell P. Hunter  |
| Jayne Mansfield   | Rita Marlowe        |
| Betsy Drake       | Jenny Wells         |
| Joan Blondell     | Violet              |
| John Williams     | Irving La Salle jr. |
| Henry Jones       | Henry Rufus         |
| Lili Gentle       | April Hunter        |
| Mickey Hargitay   | Bobo Branigansky    |
| Georgia Carr      | Calypsozangeres     |
| Dick Whittinghill | Journalist          |
| Ann McCrea        | Gladys              |
| Alberto Morin     | Fransman            |
| Louis Mercier     | Fransman            |
| Groucho Marx      | George Schmidlap    |